# Elizabeth Needham

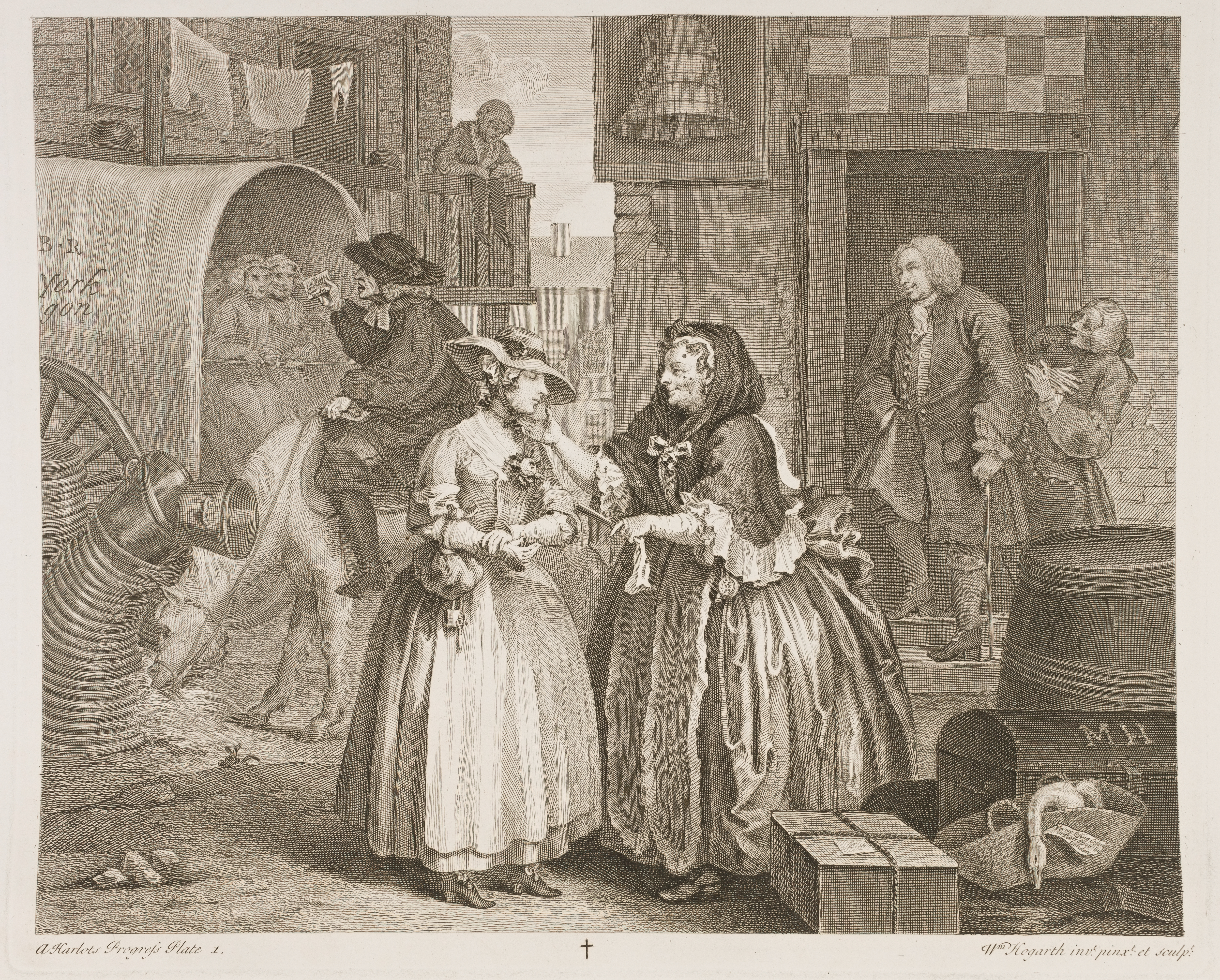
Elizabeth Needham (primeiro plano à direita) como retratada em A Harlot's Progress de William Hogarth

Elizabeth Needham (morta a 3 de maio de 1731), também conhecida como Mother Needham (em português: Madre Needham), foi uma rufia inglesa que operou um bordel em Londres no século XVIII. Needham é retratada por William Hogarth a receber a personagem Moll Hackabout na primeira cena das gravuras satíricas A Harlot's Progress. Embora nesta época Needham fosse notória em Londres, pouco ficou registado sobre a sua vida, e nenhum retrato genuíno dela sobreviveu. A sua casa era a mais exclusiva de Londres e os seus clientes vinham das camadas mais altas da sociedade, contudo Needham acabou por entrar em conflito com os reformadores morais da época, tendo mais tarde falecido como resultado do tratamento severo que recebeu após ser condenada a ficar presa num pelourinho.

## Personagem
Nada se sabe sobre o início da vida de Needham, mas pela altura em que ela estava na meia-idade era conhecida em Londres como a dona de um bordel em Park Place, St. James. A sua casa era considerada a mais exclusiva de Londres, superior às de Covent Garden, até mesmo à da outra notória prostituta da época, Madre Wisebourne. Dizia-se ainda que ela era atraente na meia-idade; Hogarth descreveu-a como uma "bonita velha proxeneta ... bem vestida de seda", mas menciona "manchas no rosto" e, na sua imagem na obra, o rosto dela é apresentado com manchas de sífilis. Ela tinha uma série de pseudónimos: Bird, Howard, Blewitt e Trent estão entre aqueles atribuídos a ela, embora Madre Bird também fosse o nome de outra dona de bordel que havia sido condenada à prisão de Newgate juntamente com Needham em 1724. Needham era aparentemente implacável com as meninas e mulheres que trabalhavam para ela. Elas eram obrigadas a alugar os seus vestidos com ela e, se não conseguissem pagar os aluguéis exorbitantes, ela obrigaria-as a aceitar mais clientes ou enviava-as para a prisão de devedores até que atendessem às suas exigências (um esquema no qual a heroína de Fanny Hill (1784) de John Cleland é vítima). A partir do momento em que as meninas e mulheres ficassem muito velhas ou doentes demais para atrair clientes, Needham expulsava-as do bordel.
Needham conseguia as suas prostitutas a partir de muitas fontes, incluindo em casas de outros donos de bordéis, os "Bails" em Covent Garden, onde meninas sem-abrigo dormiam, em Tom King's Coffee House e, ao que parece, também em leilões, mas, como descrito na foto de Hogarth, ela visava principalmente meninas e mulheres recém-chegadas ao país. O ensaísta Richard Steele encontrou-a a deitar a mão a uma menina recém-chegada quando ele foi ao encontro de uma carroça que trazia mercadoria do campo. Ele descreveu-a como "astuta", e parece que ela era amigável e envolvente com as suas potenciais funcionárias, revelando o seu caráter perverso apenas quando elas estavam sob o seu tecto; em The Dunciad, Alexander Pope adverte para não "...banhar as suas palavras com o estilo de Madre Needham". Pope menciona-a mais uma vez no final de The Dunciad (1728), fazendo referência à sua boca suja e, novamente, ao lado de outras notórias madames da época, nos últimos versos da sua Coronation Epistle (que foram suprimidas em edições do poema de 1769 a 1954):
| Texto original For Want of you, we spend our random Wit on The first we find with Needham, Brooks, or Briton. |  | Tradução literal para português Para sua falta, gastamos nossa inteligência aleatória no Primeiro que encontramos com Needham, Brooks ou Briton. |

Henry Fielding refere-se a ela no seu Pasquin (1736) e usou a representação de Hogarth dela como modelo para Madre Punchbowl em The Covent Garden Tragedy (1732). A obscenidade de Mary Davys no Accomplish'd Rake de 1727 é chamada de "Mother N-d-m" e tem como alvo meninas recém-chegadas do campo, assim como Needham fazia.

## Clientes

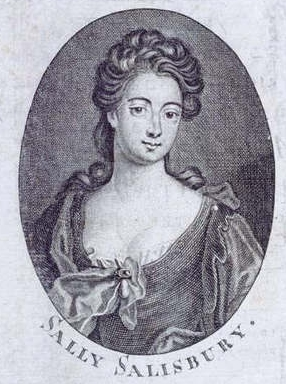
A ligação com Sally Salisbury só serviu para vincar ainda mais a reputação da casa de Needham

Os seus principais clientes eram Francis Charteris e o seu primo, o duque de Wharton — Charteris está a descansar na porta atrás de Needham na gravura de Hogarth. Ronald Paulson sugere que o modelo para Moll Hackabout na primeira cena de Hogarth é Ann Bond, que fora atraída por Needham e violada por Charteris.
Needham pode ter apresentado Charteris a Sally Salisbury por volta de 1708. Salisbury era a prostituta mais famosa da época e foi, por um curto período de tempo, mantida como amante por Charteris no início da sua carreira. Quando a sua prostituta anterior, Madre Wisebourne, morreu em 1719, ela tornou-se funcionária da casa de Needham e trouxe consigo clientes das mais altas classes da sociedade. Salisbury trouxe mais fama à casa de Needham ao envolver outra das suas prostitutas no roubo das roupas do conde de Cardigan. As duas mulheres acompanharam-no até Newmarket, onde ficou bêbado e, depois de colocá-lo na cama numa pousada, roubaram as suas roupas e joias e voltaram para Londres. O conde tratou o assunto como uma piada.
Alguma ideia da reputação da casa de Needham pode ser obtida de um dos Jests de Joe Miller, que envolve ela a pedir ao senhorio que espere pelo seu dinheiro até que Parlamento e a Convocação estejam estabelecidos, momento a partir do qual ela poderá pagá-lo até dez vezes mais, e por um obituário prematuro satírico que apareceu no London Journal. Este último descreve um testamento em que ela distribui presentes apropriados para os seus clientes famosos: "uma foto de Sodoma e Gomorra para D―n; uma onça de Mercuris Dulcis para Beau C―e, de St. Martin's Lane; a sua propriedade para o Duque de Wharton; a sua biblioteca para Ned C―", entre outros.
A sua clientela bem relacionada pode ter permitido que ela escapasse da prisão. Apesar da noção popular de que Sally Salisbury esfaqueou John Finch, filho da Duquesa de Winchelsea, em 1723, acto que teria ocorrido na sua casa — na verdade, ocorreu na Three Tuns Tavern em Covent Garden —, a primeira vez em que Needham foi detida foi em 1724.
As forças da autoridade encontraram "duas mulheres na cama com dois homens distintos". Os homens foram amarrados, mas as mulheres foram enviadas para Tothill Fields Bridewell para fazerem trabalhos forçados. A punição de Needham nesta ocasião não é registada, mas parece que ela ainda estava encarcerada em setembro quando a sua casa foi incendiada, matando um dos habitantes, o capitão Barbute, um oficial francês. Em 1728, várias das suas prostitutas foram presas, mas ao que parece Needham escapou da punição.

## Prisão, condenação e morte
No final de 1730, Sir John Gonson, um juiz de paz e fervoroso defensor da Sociedade para a Reforma dos Modos, estimulado pelo furor em torno do caso de violação de Charteris, começou a realizar incursões em bordéis por toda a cidade de Londres. No início de 1731 ele chegou a St James, onde alguns moradores de Park Place relataram "uma Notorious Disorderly House (em português: Notória Casa Desordeira) naquele bairro". Na verdade, a casa de Needham não era desconhecida, tendo servido os altos escalões da sociedade por vários anos, mas ela foi presa por Gonson e entregue à Gatehouse pelo juiz Railton.
No dia 29 de abril de 1731 Needham foi condenada por manter uma casa desordeira, tendo sido multada em um xelim, condenada a ficar duas vezes no pelourinho e que por três anos ela seria seguida para que se garantisse o seu bom comportamento. A 30 de abril ela foi levada ao pelourinho perto de Park Place para ficar presa nele pela primeira vez. Talvez por causa das suas conexões, ela foi autorizada a deitar-se de bruços em frente ao pelourinho e vários guardas foram contratados para a proteger. Apesar disso, ela recebeu uma pancada tão forte que se pensou que ela morreria antes que a sua punição fosse concluída. As multidões que se reuniram para a observar no pelourinho eram tão grandes que um menino caiu sobre uma grade de ferro enquanto tentava posicionar-se para conseguir olhar para a condenada, tendo acabado por falecer.
Needham foi retirada viva do pelourinho, mas morreu no dia 3 de maio de 1731, um dia antes de ela estar noutro pelourinho (desta vez no New Palace Yard) pela segunda vez. Com as suas últimas palavras, ela aparentemente expressou grande medo por ter que ficar no pelourinho novamente depois do severo castigo que recebeu da primeira vez. O Grub Street Journal, o jornal satírico aliado de Alexander Pope e outros amigos de Hogarth, relatou sarcasticamente que a população "agiu de forma muito ingrata, considerando o quanto ela havia feito por eles". A sua morte foi retratada numa rima galhofeira:
| Texto original Ye Ladies of Drury, now weep Your voices in howling now raise For Old Mother Needham's laid deep And bitter will be all your Days. She who drest you in Sattins so fine Who trained you up for the Game Who Bail, on occasion would find And keep you from Dolly and Shame Now is laid low in her Grave... |  | Tradução literal para português Senhoras de Drury, agora chorem Suas vozes uivando agora aumentam Pois a velha mãe Needham foi enterrada E amargos serão todos os vossos dias. Ela que vos vestiu em sattin tão bem Que vos treinou para a fortuna Que vos garantia fiança, de vez em quando encontraria E manter-vos-ia longe da prisão e da vergonha Agora foi colocada na sua sepultura... |

Hogarth ainda estava a trabalhar na obra A Harlot's Progress quando ela morreu, então Needham nunca se viu imortalizada. Havia outras madames prontas para se colocar no lugar dela, mas foi apenas quando Madre Douglas assumiu a King's Head em Covent Garden, em 1741, que reapareceu um bordel com uma reputação igual ao de Needham.